# Assentamentos forçados na União Soviética
Os assentamentos forçados na União Soviética resultaram de transferências populacionais e foram realizados em uma série de operações organizadas de acordo com a classe social ou a nacionalidade dos deportados. O reassentamento de "classes inimigas", como camponeses prósperos e populações inteiras por etnia, era um método de repressão política na União Soviética, embora separado do sistema Gulag de trabalho penal. O assentamento involuntário desempenhou um papel na colonização de terras virgens da União Soviética. Esse papel foi especificamente mencionado nos primeiros decretos soviéticos sobre campos de trabalho involuntário.
Comparados aos campos de trabalhos forçados do Gulag, os assentamentos involuntários tinham a aparência de assentamentos "normais": as pessoas viviam em famílias e havia um pouco mais de liberdade de movimento; no entanto, isso só era permitido dentro de uma pequena área especificada. Todos os colonos eram supervisionados pelo NKVD; uma vez por mês, uma pessoa tinha que se registrar em um escritório local de aplicação da lei em um selsoviet em áreas rurais, ou em um departamento de militsiya em assentamentos urbanos. Como cidadãos de segunda classe, os deportados designados como "colonos especiais" foram proibidos de exercer uma variedade de empregos, retornar à sua região de origem, escolas de prestígio,  e até mesmo ingressar no programa de cosmonautas. Depois que o sistema de assentamento especial foi oficialmente abolido na década de 1950, a maioria dos povos nativos deportados foi autorizada a retornar às suas terras natais, exceto os tártaros da Criméia e os turcos da Mesquita, que tiveram o direito de retorno negado na era de Khrushchev e Brezhnev e permaneceram em grande parte em áreas para onde foram deportados por causa do sistema de autorização de residência.

## Assentamentos de exílio
Os assentamentos de exílio (assentamento de exílio, ssylnoye poselenie) eram uma espécie de exílio interno. O sistema de exílio político e administrativo também existia na Rússia Imperial. A categoria mais notável de colonos exilados na União Soviética ( ssylnoposelentsy ) foram todas as nacionalidades reassentadas durante o governo de Josef Stalin (1928–1953). Em diversos momentos, vários outros termos foram utilizados para esta categoria: assentamento especial (assentamento especial), reassentamento especial (reassentamento especial) e exílio administrativo (exílio administrativo, termo que se refere a umforma extrajudicial de decidir o destino das pessoas " por via administrativa"). Exilados foram enviados para áreas remotas da União Soviética: Sibéria, Cazaquistão, Ásia Central e Extremo Oriente Russo.
A principal origem da população nos assentamentos de exilados foram vítimas do que hoje é chamado de limpeza étnica. O governo soviético temia que pessoas de certas nacionalidades agissem como subversivos da "quinta coluna" durante a guerra esperada e tomou medidas drásticas para evitar essa ameaça percebida. Os deportados foram enviados para prisões, campos de trabalho, assentamentos de exilados e "residência supervisionada", ou seja, residência em assentamentos habituais, mas sob o monitoramento do NKVD.

## Reassentamento forçado

### Deportações de 1928–1939
Em 1929, o governo liderado por Josef Stalin designou algumas regiões (conhecidas como distritos) da Sibéria Ocidental como locais para futuras deportações do que era chamado de "classes socialmente perigosas" de pessoas da Bielorrússia, Ucrânia e parte noroeste da Rússia européia.  Pesquisadores siberianos observam que as deportações desse período podem ser caracterizadas como "descampesinização" (russo: раскрестьянивание) já que os camponeses representavam uma parcela significativa daqueles que experimentaram esse tipo de repressão. Em 1928, a União Soviética passou por uma escassez de bens conhecida como a crise dos grãos soviéticos; isso levou à coletivização forçada da agricultura.
Como resultado, o governo começou a submeter membros da população camponesa do campo a uma política de deportações em massa; eles foram removidos à força e enviados para as regiões selecionadas para deportações. Essa política foi aplicada até 1933, quando as autoridades soviéticas realizaram uma série de chamadas "limpezas da cidade", pelas quais forçaram parte da população marginalizada (camponeses que se esconderam de deportações anteriores, ciganos e outros grupos-alvo) a se reassentar.  Ruas de muitas cidades como Leningrado e Moscou foram invadidos pela milícia e os que foram capturados foram enviados para o leste. Essa política teve consequências fatais para alguns dos alvos; um exemplo do ambiente hostil ao qual os deportados foram submetidos é a infame tragédia de Nazino de 1933 que aconteceu perto de Tomsk.  O impacto sobre os deportados para a Ilha Nazino foi devastador; mais de 4.000 pessoas morreram ou desapareceram em treze semanas, recebendo apenas farinha crua para sobreviver.  As primeiras deportações coincidiram com as políticas de deskulakização e passaporte da União Soviética.

### Deportações de territórios fronteiriços em 1939–1941
Várias ondas de reassentamento forçado ocorreram nos territórios nas fronteiras ocidentais. Esses territórios incluíam o Oblast de Murmansk e as terras recentemente anexadas, invadidas e ocupadas pelos soviéticos sob o Pacto Molotov-Ribbentrop com a Alemanha nazista; partes da Polônia e da Romênia e dos Estados Bálticos.
Nos territórios anexados da Polônia (os territórios de Kresy e a voivodia de Białystok ), a onda inicial de repressão de 1939 foi racionalizada como remoção de "inimigos sociais" ou " inimigos do povo ": militares, policiais e administrativos, grandes proprietários de terras, industriais e comerciantes. Eles geralmente eram condenados a 8 a 20 anos em campos de trabalho . Além disso, colonos, ou Osadniks, bem como silvicultores e ferroviários foram removidos à força. deportações em massada população polonesa em áreas remotas da União Soviética ocorreu em 1940-1941. As estimativas do número total de poloneses deportados variam entre 400 mil e 1,9 milhão de pessoas, incluindo prisioneiros de guerra.
Em 23 de junho de 1940, Lavrenty Beria, chefe do NKVD, ordenou que o Oblast de Murmansk fosse limpo de "estrangeiros", que incluíam escandinavos e todas as outras nacionalidades. Pessoas de etnia finlandesa, sueca e norueguesa (ver também " noruegueses de Kola ") foram transferidas para o a República Soviética Carelo-finlandesa. Alemães, coreanos, chineses e outros foram transferidos para Altai.
Deportações de "colonos exilados" dos Estados Bálticos (lituanos , letões e estonianos) e da parte anexada da Romênia (Bessarábia e Bucovina do Norte) foram realizadas em maio-junho de 1941. Após a invasão alemã da União Soviética em 1941, Stalin buscou uma reaproximação com o Ocidente, o que incluiu o estabelecimento de relações diplomáticas com o governo polonês no exílio . Como resultado, os cidadãos poloneses foram "anistiados" e libertados do "acordo especial". As deportações de cidadãos poloneses são comemoradas pelo Monumento aos Caídos e Assassinados no Oriente em Varsóvia.

### Deportações "preventivas" de nacionalidades em 1941-1942
Essas deportações diziam respeito a cidadãos soviéticos de "nacionalidade inimiga". Os afetados foram alemães do Volga, finlandeses, romenos, italianos e gregos . No final deste período, os tártaros da Criméia foram incluídos nesta onda de deportação.

### Deportações "punitivas" de nacionalidades em 1943-1944
Essas deportações diziam respeito a etnias declaradas culpadas de cooperação com ocupantes nazistas: vários povos do norte do Cáucaso e da Crimeia: chechenos, inguches, balcares, karachays, turcos da Mesquita, tártaros da Crimeia e Bolgars da Crimeia, bem como Kalmyks.

### Deportações pós-guerra
As deportações após o fim da Segunda Guerra Mundial não foram particularmente diferenciadas ou classificadas por "operações do NKVD". Os afetados foram pessoas dos territórios sob administração das Potências do Eixo: familiares de pessoas acusadas de lealdade à administração do Eixo e de pessoas que continuaram a resistir ao poder soviético, classificado como "bandidos". Alguns ex-Ostarbeiters também foram "filtrados" para o exílio. A "limpeza" dos territórios anexados continuou até o início dos anos 1950. Em julho de 1949, outros 35.000 foram deportados da Bessarábia e do norte da Bucovina, acusados de serem kulaks ou de colaborar com a administração romena durante a guerra. A Lituânia sofreu seu maior número de deportações na noite de 22 de maio, às 4 horas. Colocando pessoas em carroças de animais, Stalin deportou cerca de 40.000 pessoas, incluindo 10.897 crianças menores de 15 anos. Só as viagens custaram 5.000 crianças lituanas.

### Ukazniks
O termo ukaznik deriva do termo russo "ukaz" que significa "decreto". Aplica-se aos condenados de acordo com vários ukazes (decretos) soviéticos, mas o uso mais comum refere-se a uma série de decretos relacionados ao que mais tarde foi formalizado na lei soviética como parasitismo, ou evasão do trabalho socialmente útil. Entre as primeiras figura o decreto de 2 de junho de 1942 "Sobre a responsabilidade criminal por evasão ao trabalho socialmente útil e por parasitismo social no setor agrícola"). O prazo de exílio era de 8 anos. Durante 1948–1952, 33.266 colonos especiais ("ukazniks") foram registrados. Ao contrário de outras categorias de colonos exilados, os filhos desses exilados não estavam sujeitos ao Decreto Punitivo.

### Perseguição religiosa
Vários grupos religiosos, como as Testemunhas de Jeová (Testemunhas de Jeová), Igreja Ortodoxa Verdadeira (Cristãos Ortodoxos Verdadeiros), Inocentismo (Inocentes) e Adventistas do Sétimo Dia Verdadeiros e Livres (Adventistas da Reforma) foram perseguidos pela União Soviética. Em particular, os membros desses grupos se recusaram a se juntar aos Jovens Pioneiros, o Komsomol, ou a servir no Exército Soviético. Normalmente, os membros desses grupos e especialmente os membros influentes estavam sujeitos à lei criminal e tratados caso a caso. No entanto, em 3 de março de 1951, o Conselho de Ministros da URSS emitiu um decreto, "Sobre a Expulsão de Participantes Ativos da Seita Ilegal Anti-Soviética de Jeovistas e seus Familiares" seus familiares nº 1290-467, 3 de março de 1951) . De acordo com este decreto, cerca de 9.400 Testemunhas de Jeová, incluindo cerca de 4.000 crianças,foram reassentadas dos Estados Bálticos , Moldávia e partes ocidentais da Bielo-Rússia e Ucrânia para a Sibéria em 1951, um evento conhecido como "Operação Norte". Somente em setembro de 1965, um decreto do Presidium do Conselho de Ministros da URSS cancelou a restrição de "assentamento especial" para membros desses grupos religiosos.

### Iranianos e Assírios
As categorias acima são as principais e mais populosas categorias de colonos exilados. Havia várias categorias menores. Eles eram pequenos na escala de toda a União Soviética, mas bastante significativos em termos das categorias de população afetadas. Por exemplo, em 1950 todos os iranianos , com exceção de pessoas de etnia armênia, foram reassentados da Geórgia, uma população de cerca de 4.776 pessoas, e no mesmo ano milhares de cristãos assírios étnicos foram deportados da Armênia e da Geórgia para o Cazaquistão.

## Assentamentos de trabalho
Os assentamentos trabalhistas (трудопоселение, trudoposelenie) eram um método de exílio interno que usava colonos para trabalho obrigatório. A principal categoria de "colonos trabalhistas" (трудопоселенцы, trudoposelentsy) eram kulaks e membros de suas famílias deportados na década de 1930 antes do Grande Expurgo. Os assentamentos trabalhistas estavam sob a administração do Gulag , mas não devem ser confundidos com campos de trabalho.
O primeiro documento oficial que decretou a "deskulakização " em larga escala foi um decreto conjunto do Comitê Executivo Central e do Sovnarkom em 1º de fevereiro de 1930. Inicialmente, famílias de kulaks foram deportadas para áreas remotas "para assentamento especial" sem nenhum cuidado especial com sua ocupação. Em 1931-1932, os problemas de deskulakização e planejamento territorial do assentamento no exílio foram tratados por uma comissão especial do Politburo conhecida como Comissão Andreev-Rudzutak (комиссия Андреева-Рудзутака), em homenagem a Andrey Andreyevich Andreyev e Yan Rudzutak. O plano para alcançar objetivos como a exploração de recursos naturais e a colonização de áreas remotas com "assentamentos especiais" em vez de campos de trabalho foi abandonado após a revelação do caso Nazino em 1933; posteriormente, o sistema Gulag foi expandido. As noções de "assentamento de trabalho"/"colonos de trabalho" foram introduzidas em 1934 e estiveram em uso oficial até 1945. Desde 1945, a terminologia foi unificada e os kulaks exilados foram documentados como "recolonizadores especiais - kulaks".

## Assentamentos Livres
Assentamentos Livres (вольное поселение, volnoye poselenie) eram para pessoas libertadas dos limites dos campos de trabalho "para assentamento livre" antes do término do prazo, bem como para aqueles que cumpriram o mandato completo, mas permaneceram restritos em sua escolha de local de residência. Essas pessoas eram conhecidas como colonos livres ( вольнопоселенцы, volnoposelentsy ). O termo era usado anteriormente, na Rússia Imperial, em dois significados: assentamento livre de camponeses ou cossacos (no sentido de estar livre da servidão ) e assentamento de exílio não confinado (por exemplo, depois de cumprir um mandato de katorga).

Na União Soviética, um decreto do Sovnarkom de 1929 sobre campos de trabalhos forçados diz, em parte: 
Para a colonização gradual das regiões onde os campos de concentração serão estabelecidos, sugere-se que a OGPU e o Comissariado do Povo planejem urgentemente as atividades com base nos seguintes princípios: (1) <transferir os condenados por bom comportamento para livre liquidação antes do prazo> ( 2) <deixar os condenados cumpridos a pena completa, mas com residência restrita, para assentamento e fornecer-lhes terras> (3) <permitir o assentamento de condenados libertados voluntariamente para ficar>.
Os "colonos livres" da primeira categoria muitas vezes eram obrigados a fazer o trabalho designado para o campo de trabalho correspondente ou algum outro trabalho obrigatório. Mais tarde, as pessoas poderiam ser designadas para "assentamento livre" também em outros lugares, mesmo nas cidades, com trabalho obrigatório sempre que fosse necessária uma força de trabalho.

## Estatísticas populacionais
Após a dissolução da União Soviética, os pesquisadores tiveram acesso aos arquivos do NKVD. Os dados de 1º de janeiro de 1953 mostram 2.753.356 " colonos deportados e especiais ". Dmitri Volkogonov , em seu livro sobre Stalin,  citou um documento MVD que relata 2.572.829 em 1º de janeiro de 1950. Somente na Lituânia, cerca de 131.600 pessoas foram banidas e 156.000 enviadas para gulags.